# Divizia Națională Feminină
Divizia Națională Feminină este primul eșalon din sistemul competițional fotbalistic feminin din Republica Moldova. La această ligă participă 8 echipe, într-un sistem tur-retur-tur pentru a decide campioana, care va juca în  Liga Campionilor.

## Echipele sezonului 2016-2017
- ȘS 11-Real Succes
- CS Noroc Nimoreni
- PGU ȘS4-FC Alga Tiraspol
- FC Belceanka
- FC Narta ȘS Drăsliceni
- LTPS-2 Academia Nimoreni
- ARF Criuleni
- FC Maximum Cahul

## Lista campioanelor
Lista campioanelor din Liga I:
- 1996/97  Codru Chisinau
- 1997/98  Codru Chisinau
- 1998/99  Constructorul Chisinau
- 1999/00  Constructorul Chisinau
- 2000/01  ?
- 2001/02  ?
- 2002/03  ?
- 2003/04  ?
- 2004/05  Codru Anenii Noi
- 2005/06  Narta Chisinau
- 2006/07  Narta Chisinau
- 2007/08  Narta Chisinau
- 2008/09  Narta Chisinau
- 2009/10  FC Roma Calfa
- 2010/11  FC Goliador Chișinău
- 2011/12  CS Noroc Nimoreni
- 2012/13  FC Goliador Chișinău
- 2013/14  FC Goliador Chișinău
- 2014/15  CS Noroc Nimoreni
- 2015/16  ARF Criuleni
- 2016/17: Noroc Nimoreni
- 2017/18: Agarista-ȘS Anenii Noi
- 2018/19: Agarista-ȘS Anenii Noi
- 2019/20: Agarista-ȘS Anenii Noi
- 2020/21: Agarista-ȘS Anenii Noi
- 2021/22: FC Maksimum Cahul
- 2022/23: Agarista-ȘS Anenii Noi
- 2023/24: Agarista-ȘS Anenii Noi
- 2024/25: Agarista-ȘS Anenii Noi[1]